# Arcidiecéze agrigentská
Arcidiecéze Agrigento je arcidiecéze římskokatolické církve nacházející se v Itálii (Sicílie).

## Území
Arcidiecéze zahrnuje jihozápadní část Sicílie. Její hranice odpovídá Volnému sdružení obcí Agrigento.
Arcibiskupským sídlem je město Agrigento, kde se také nachází hlavní chrám - Katedrála sv. Gerlanda.
Církevní provincie Agrigento zahrnuje 2 sufragánní diecéze:
- diecéze Caltanissetta
- diecéze Piazza Armerina

Rozděluje se do 194 farností. K roku 2018 měla 415 518 věřících, 210 diecézních kněží, 34 řeholních kněží, 39 jáhnů, 44 řeholníků a 255 řeholnic.

## Historie
Pevná křesťanská komunita na území Agrigenta se datuje do 2. či 3. století.
Podle tradice byl prvním biskupem svatý Libertinus, který byl umučen za svou víru ve 3. století. První historicky doloženým biskupem je Eusanio, žijící v 6. století.
Před invazí Arabů na ostrov, jsou historický doloženým biskupy sv. Řehoř II. Agrigentský o kterém se zmiňuje papež Řehoř Veliký, Felix který se zúčastnil Lateránského koncilu roku 649. Georgius zúčastněný Lateránského koncilu v letech 679 a 680, a Ioannes zúčastněný Druhého nikajského koncilu.
Od doby Řehoře Velikého byla Sicílie části Byzantské říše, diecéze neměla svoji metropoly a proto byla závislá na Římu.
Od roku 827 začali ostrov dobývat Arabové a v tu dobu zanikla tato diecéze. Diecéze byla obnovena hrabětem Rogerem I. Sicilským a znovuzřízení bylo schváleno 10. října 1098 papežem Urbanem II. Diecéze byla rozšířena až ke kraji Palerma. Dále bylo do diecéze včleněno území starobylé diecéze Tricala.
Dne 4. září 1131 byla z části jejího území vytvořena diecéze Cefalù.
Roku 1825 byla část území připojena k arcidiecézi Palermo, dne 20. května 1844 byla další část připojena k arcidiecézi Monreale a o pět dni později byla z další části území vytvořena diecéze Caltanissetta.
Dne 2. prosince 2000 byla diecéze bulou Ad maiori consulendum papeže Jana Pavla II. povýšena na metropolitní arcidiecézi.

## Seznam biskupů a arcibiskupů
- sv. Libertinus (4. století)
- sv. Řehoř I. Agrigentský
- Macarius
- sv. Potamius †
- Teodosius (či Teodorus)
- Eusanius (asi 579 - 590)
- sv. Řehoř II. (před 591 - po roku 603)
- Esiliratus
- Liberius (zmíněn roku 616)
- Felix (zmíněn roku 649)
- Georgius (před rokem 679- po roce 680)
- Ioannes (zmíněn roku 787)
- Hermogenus (9. století)
  - Vpád Arabů
- sv. Gerlandus (před rokem 1093 - 25. února 1100)
- Drogone, O.S.B. (1100 - 1104)
- Alberto (1104 - 1105)
- Guarino, O.S.B. (1105 - 1128)
- Gualtiero I. (1128 - 17. dubna 1142)
- Rogerio (1142 - ?)
- Gentile Tuscus (1154 - 1171)
- Bartolomeo (1171 - 1191)
- Urso (1192 - 1239)
- Rinaldo Acquaviva (1240 - 1266)
- Goffredo de Roncionis de Pisis O.F.M. (1263 - 1271)
- Guglielmo Morini (zmíněn roku 1271)
- Guido (před rokem 1272 - 1276)
- Goberto (1278 - 1286)
- Lamberto, O.S.A. (1287 - 1294)
  - Roberto (1298 - 1302) (apoštolský administrátor)
- Bertoldo di Labro (1304 - asi 1326)
  - Giacomo Musca (1326 - 1326) (zvolený biskup)
- Matteo Orsini, O.P. (1326 - 1327)
- Filippo Hambaldi, O.P. (1328 - 1348)
- Ottaviano di Labro (1350 - 1362)
- Matteo de Fugardo (1362 - 1390)
- Gilforte Riccobono (1392 - 1395)
  - Pietro de Corti, O.S.A. (1393 - ?) (antibiskup)
- Nicolò, O.S.B. (1395 - 1398)
- Nicolò de Burellis (1398 - 1400)
- Giovanni Cardella (1400 - 1401)
- Giovanni de Pinu, O.F.M. (1401 - 1412)
- Filippo de Ferrario, O.Carm. (1414 - 1421)
- Lorenzo di Mesassal, O.Cist. (1422 - 1441)
  - Bernardo Bosco (1442) (zvolený biskup)
- Bl. Matteo Guimerà, O.F.M. (1442 - 1445)
- Antonio Ponticorona, O.P. (1445 - asi 1451)
- Domenico Xarth, O.Cist. (1452 - 1471)
- Giovanni de Cardellis, O.S.B. (1472 - 1479)
- Juan de Castro (1479 - 1506)
- Giuliano Cybo (1506 - asi 1537)
- Pietro Tagliavia d'Aragona (1537 - 1544)
  - Rodolfo Pio di Carpi (1544 - 1564) (apoštolský administrátor)
- Luigi Suppa, O.P. (1565 - 1569)
- Giovanni Battista de Hogeda (Juan Bautista Ojeda) (1571 - 1574)
- Cesare Marullo (1574 - 1577)
- Giovanni de Roxas (Juan Rojas) (1577 - 1578)
- Antonio Lombardo (1579 - 1585)
- Diego Haëdo (1585 - 1589)
  - Luigi de Amato (1589 - 1590) (zvolený biskup)
- Francesco del Pozzo (1591 - 1593)
- Juan Orozco Covarrubias y Leiva (1594 - 1606)
- Vincenzo Bonincontro, O.P. (1607 - 1622)
- Ottavio Ridolfi (1623 - 1624)
- Francesco Traina (1627 - 1651)
- Ferdinando Sanchez de Cuellar, O.S.A. (1653 - 1657)
- Francesco Gisulfo e Osorio (1658 - 1664)
- Ignazio d'Amico (1666 - 1668)
  - Johann Eberhard Nidhard, S.J. (1671 - 1671) (zvolený biskup)
- Francesco Giuseppe Crespos de Escobar (1672 - 1674)
- Francesco Maria Rini, O.F.M. (1676 - 1696)
- Francesco Ramírez, O.P. (1697 - 1715)
  - Sede vacante (1715-1723)
- Anselmo de la Peña, O.S.B. (1723 - 1729)
- Lorenzo Gioeni d'Aragona (1730 - 1754)
- Andrea Lucchesi Palli (1755 - 1768)
- Antonio Lanza, C.R. (1769 - 1775)
- Antonio Branciforte Colonna (1776 - 1786)
- Antonio Cavaleri (1788 - 1792)
  - Sede vacante (1792-1795)
- Saverio Granata, C.R. (1795 - 1817)
- Baldassare Leone (1818 - 1820)
  - Sede vacante (1820-1823)
- Pietro Maria d'Agostino (1823 - 1835)
- Ignazio Montemagno, O.F.M.Conv. (1837 - 1839)
  - Sede vacante (1839-1844)
- Domenico Maria Lo Jacono, C.R. (1844 - 1860)
  - Sede vacante (1860-1872)
- Domenico Turano (1872 - 1885)
- Gaetano Blandini (1885 - 1898)
- Bartolomeo Lagumina (1898 - 1931)
- Giovanni Battista Peruzzo, C.P. (1932 - 1963)
- Giuseppe Petralia (1963 - 1980)
- Luigi Bommarito (1980 - 1988)
- Carmelo Ferraro (1988 - 2008)
- Francesco Montenegro (2008 – 2021)
- Alessandro Damiano (od 2021)